# Музеј лепих уметности у Бостону
Музеј лепих уметности (енгл. Museum of Fine Arts) у Бостону у америчкој држави Масачусетс, један је од највећих музеја у САД. Музеј је основан 1870. и отворен 1876, с тиме да је велики део његове збирке преузет из уметничке галерије Бостон атенаум (Boston Athenaeum). На данашњу локацију у Авенији Хантингтон пресељен је 1909. Уз своје музеолошке активности, музеј сарађује са Академијом лепих уметности, Школом музеја лепих уметности и сестринским Нагоја/Бостон музејем лепих уметности у Нагоји.

## Збирке
Неки од најзначајнијих збирки Музеја лепих уметности су:
- Египатски археолошки предмети и скулптуре, који укључују кипове, саркофаге и накит.
- Дела француских импресиониста и постимпресиониста, као што су: Едуар Мане, Огист Реноар, Едгар Дега, Клод Моне, Пол Сезан, Винсент ван Гог и Пол Гоген.
- Америчка уметност 18. и 19. века, нарочито дела Џона Синглтона Коплија, Винслоу Хомера и Џона Сингера Сарџента.
- Збирку Едварда Морзеа од 5.000 комада јапанске грнчарије, што је највећа колекција ове врсте ван Јапана.
- Обимна колекција кинеског сликарства и калиграфије.
- Збирка уметности америчких култура пре доласка Европљана.

Ту су још збирке античких култура, средњовековне и нововековне уметности Европе, уметности Африке и Океаније, савремене уметности, музичких инструмената, графика, цртежа, фотографија и текстила. 
Музеј садржи и један од највећих онлајн уметничких каталога на свету, са информацијама и фотографијама преко 327.000 предмета из своје збирке.

## Галерија
- Фараон Микерин и његова краљица
- Даме израђују свилу, слика цара Хуисонга (династија Сунг) из 12. века
- Рембрант, Сликар у атељеу из 1626-1628.
- Рембрант, Портрет шездесетдвогодишње жене из 1632.
- Џон Сингер Сарџент, Бојтове кћери из 1882.
- Пјер Огист Реноар, Плес у Бугивалу из 1882-1883.
- Винсент ван Гог, Портрет поштара Жозефа Рулена из 1888.

- Пол Гоген, Одакле долазимо? Шта смо? Где идемо? из 1897.